# José Antonio de Donostia
José Antonio de Donostia OFMCap., właśc. José Gonzalo Zulaika y Arregui, zwany Padre Donostia (ur. 10 stycznia 1886 w San Sebastián, zm. 30 sierpnia 1956 w Lecároz) – hiszpański zakonnik, kompozytor, organista i etnograf pochodzenia baskijskiego.

## Życiorys
Ukończył szkołę w Lecároz, tam też w 1902 roku wstąpił do zakonu kapucynów, przybierając imię zakonne Donostia (hiszp. San Sebastián). Uczył się gry na fortepianie, skrzypcach i organach w Lecároz u Ismaela Echazarry, w San Sebastián u Bernando Gabioli i w Barcelonie u Adriána Esquerry. W zakresie kompozycji pozostał w znacznej mierze autodydaktą, konsultując się jedynie w Paryżu z Eugenio Coolsem i Albertem Rousselem. Działał jako organista i chórmistrz, uczył też w kolegium zakonnym w Lecároz. Prowadził badania naukowe nad kulturą muzyczną Basków, ich religijnością oraz medycyną ludową. Zbierał i opracowywał baskijskie pieśni ludowe. Współpracował w zakresie sztuk scenicznych z dramaturgiem Henri Ghéonem.
Po wybuchu hiszpańskiej wojny domowej w 1936 roku wyemigrował do Francji. Mieszkał w Tuluzie (1936), Paryżu (1939–1940) i Bajonnie (1941–1943). W 1943 roku powrócił do Hiszpanii. Współzałożyciel działającego w Barcelonie Instituto Español de Musicología. Członek korespondent Królewskiej Akademii Sztuk Pięknych św. Ferdynanda.
Autor prac De música popular vasca (Bilbao 1908), Essai d’une bibliographie musicale populaire basque (Bajonna 1932), Música y músicos en el Pais Vasco (San Sebastián 1951), El „Motu proprio” y la canción popular religiosa (San Sebastián 1954), a także zbioru 394 ludowych pieśni baskijskich Euskel Eres-Sorta (Bilbao 1922).

## Twórczość
Początkowo pozostawał pod wpływem tradycji romantycznych i elementów impresjonizmu, z czasem jego język dźwiękowy zdominowała ludowa muzyka baskijska. Współpracując z Henri Ghéonem przy tworzeniu sztuk scenicznych dążył do odnowienia tradycji dawnych misteriów i opery religijnej. Nie wahał się sięgać po nowsze elementy w muzyce, jak np. wykorzystanie fal Martenota w utworze La quête héroïque du Graal. Jego prace naukowe mają ważne znaczenie dla poznania kultury duchowej i obrzędowości Basków.

## Ważniejsze kompozycje
(na podstawie materiałów źródłowych)

### Utwory kameralne
- 12 Romanzas na skrzypce i fortepian (1905–1910)
- Kwartet smyczkowy e-moll (1906)
- 3 Piezas na wiolonczelę i fortepian (1906)
- La quête héroïque du Graal na 4 fale Martenota i fortepian (1938)
- Página romántica na skrzypce i fortepian (1941)

### Utwory fortepianowe
- Preludios vascos (1912–1923)
- Andante para una Sonata vasca (1913)
- Vora’l ter (1936)
- Tiento y Canción (1946)
- Infantiles na 4 ręce (1946)

### Utwory wokalno-instrumentalne
- Les Trois Miracles de Ste. Cécile na chór i orkiestrę, libretto Henri Ghéon (1920)
- La Vie profonde de St. François d’Assise na chór i orkiestrę, libretto Henri Ghéon (1926)
- Le Noël de Greecio na chór i orkiestrę, libretto Henri Ghéon (1936)
- Poema de la Pasión na 2 soprany, 8-głosowy chór mieszany i rożek angielski (1937)
- Missa pro defunctis na 4-głosowy chór mieszany i organy (1945)